# 漿液腺
漿液腺（しょうえきせん、Serous gland）は、アルファーアミラーゼのような酵素を含んだ血漿とアイソトニック（等浸透圧｝の液体を分泌する漿液細胞の集合である漿液腺房を含んでいる。
漿液腺は、耳下腺や涙腺で最も一般的に見られ、顎下腺でも認められるが、舌下腺ではほとんど認められない。